# Allmania
Allmania é um género botânico pertencente à família Amaranthaceae.

## Espécies
- Allmania aspera
- Allmania dichotoma
- Allmania longipedunculata
- Allmania nodiflora
- Allmania procumbens